# قائمة ميداليات الألعاب البارالمبية الشتوية 2022
يصنف جدول الميداليات في دورة الألعاب البارالمبية الشتوية 2022 اللجان البارالمبية الوطنية (الشخصيات غير القابلة للعب) المشاركة بناءً على عدد الميداليات الذهبية التي فاز بها رياضيوها خلال المنافسة.
فى أعقاب الغزو الروسي لأوكرانيا، تم اعتبار الرياضيون من بيلاروسيا وروسيا قادرين على التنافس تحت علم محايد دون الظهور في ترتيب جدول الميداليات. ومع ذلك، وبسبب تهديدات بالمقاطعة من قبل العديد من الوفود، أصدرت اللجنة البارالمبية الدولية حظرًا شاملًا على الرياضيين الروس والبيلاروسيين، ونم طردهم من الألعاب البارالمبية.
كان هناك 78 حدثًا متعلقا بالميداليات عبر ست رياضات.
فاز الرياضيون من 19 لجنة بارالمبية وطنية بالميداليات، بينما لم يحصل 27 لجنة على أي ميدالية. تصدرت الصين، الدولة المضيفة، جدول الميداليات لأول مرة، بحصولها على 61 ميدالية إجمالاً، منها 18 ميدالية ذهبية. حصل متزلج جبال الألب النرويجي يسبر بيدرسن على أربع ميداليات ذهبية في دورة الألعاب البارالمبية 2022، بينما فازت متسابقة البياثلون والسباحة عبر البلاد أوكسانا ماسترز من الولايات المتحدة بأكبر عدد من الميداليات الفردية، حيث حصلت على سبع ميداليات اجمالا، تشمل ثلاث ميداليات ذهبية وأربع ميداليات فضية..

## جدول الميداليات
بشكل افتراضي، يتم ترتيب الجدول حسب عدد الميداليات الذهبية التي فاز بها الرياضيون من كل دولة، حيث تُعتبر الدولة كيانًا ممثلًا بلجنة بارالمبية وطنية (المجلس الوطنى لنواب الشعب الصينى). بعد ذلك، يتم أخذ عدد الميداليات الفضية في الاعتبار، ثم عدد الميداليات البرونزية. إذا استمر التعادل بعد ذلك، يتم تصنيف الدول التي تشترك في نفس المرتبة وفقًا لترتيبها الأبجدي بناءً على رمز لجنة البارالمبية الوطنية الخاصة بها.
الدولة المضيفة (الدولة المضيفة)
  *   البلد المضيف (الدولة المضيفة)
| المرتبة | المجلس الوطنى لنواب الشعب الصينى | ذهبية | فضية | برونزية | المجموع |
| ------- | -------------------------------- | ----- | ---- | ------- | ------- |
| 1       | الصين*                           | 18    | 20   | 23      | 61      |
| 2       | أوكرانيا                         | 11    | 10   | 8       | 29      |
| 3       | كندا                             | 8     | 6    | 11      | 25      |
| 4       | فرنسا                            | 7     | 3    | 2       | 12      |
| 5       | الولايات المتحدة                 | 6     | 11   | 3       | 20      |
| 6       | النمسا                           | 5     | 5    | 3       | 13      |
| 7       | ألمانيا                          | 4     | 8    | 7       | 19      |
| 8       | النرويج                          | 4     | 2    | 1       | 7       |
| 9       | اليابان                          | 4     | 1    | 2       | 7       |
| 10      | سلوفاكيا                         | 3     | 0    | 3       | 6       |
| 11      | إيطاليا                          | 2     | 3    | 2       | 7       |
| 12      | السويد                           | 2     | 2    | 3       | 7       |
| 13      | فنلندا                           | 2     | 2    | 0       | 4       |
| 14      | بريطانيا العظمى                  | 1     | 1    | 4       | 6       |
| 15      | نيوزيلندا                        | 1     | 1    | 2       | 4       |
| 16      | هولندا                           | 0     | 3    | 1       | 4       |
| 17      | كازاخستان                        | 0     | 0    | 1       | 1       |
| 17      | سويسرا                           | 0     | 0    | 1       | 1       |
| 17      | أستراليا                         | 0     | 0    | 1       | 1       |
| المجموع | المجموع                          | 78    | 78   | 78      | 234     |

## اكتساح منصة التتويج
| التاريخ | الرياضة           | الحدث                                | الفريق   | ذهبية                               | فضية                                     | برونزية                                  | مرجع  |
| ------- | ----------------- | ------------------------------------ | -------- | ----------------------------------- | ---------------------------------------- | ---------------------------------------- | ----- |
| 5 مارس  | البياثلون         | سباق 6 كيلومترات للرجال ضعاف البصر   | أوكرانيا | حارس فيتالى لوكيانينكو :بوريس بابار | حارس أولكسندر كازيك: سيرهى كوتشيريافى    | حارس دميترو سوياركو: أولكسندر نيكونوفيتش | [ 7 ] |
| 7 مارس  | التزلج على الجليد | عبور التزلج على الجليد للرجال        | الصين    | جي ليجيا                            | وانغ بينجياو                             | تشو يونغ قانغ                            | [ 8 ] |
| 8 مارس  | البياثلون         | سباق 10 كيلو مترات وقوف للسيدات      | أوكرانيا | ايرينا بوي                          | أولكساندرا كونونوفا                      | ليودميلا لياشينكو                        | [ 8 ] |
| 8 مارس  | البياثلون         | سباق 10 كيلو مترات للرجال ضعاف البصر | أوكرانيا | حارس فيتالى لوكيانينكو :بوريس بابار | حارس أناتولى كوفاليفسكى: أولكسندر موكشين | حارس دميترو سوياركو: أولكسندر نيكونوفيتش | [ 8 ] |

انظر أيضا
- جدول ميداليات دورة الألعاب الأولمبية الشتوية 2022.
- قائمة الفائزين بميداليات دورة الألعاب البارالمبية الشتوية 2022.